# ایسولد اوگاتوتیر
ایسولد اوگاتوتیر (ایسلندی: Ísold Uggadóttir) کارگردان، فیلم‌نامه‌نویس و تهیه‌کننده فیلم است.
از فیلم‌هایی که وی در آن‌ها نقش داشته‌است، می‌توان به و طبیعی نفس بکش اشاره نمود.